# Аустралија на Летњим олимпијским играма 2016.
Аустралија је учествовала на Летњим олимпијским играма 2016. које су одржане у Рио де Жанеиру у Бразилу од 5. до 21. августа 2016. године. Олимпијски комитет Аустралије послао је 421 квалификованог спортисту у дведесет девет спортова. Олимпијски Аустралије освојили су двадесет девет медаља од којих осам златних.

## Освајачи медаља

### Злато
- Мак Хортон — Пливање, 400 м слободно
- Бронте Кембел, Кејт Кембел, Британи Елмсли, Ема Макион (Медисон Вилсон у квалификацијама) — Пливање, 4х100 м слободно
- Кетрин Скинер — Стрељаштво, трап
- Никол Бек, Шарлот Кеслик, Емили Чери, Клое Далтон, Џема Етериџ, Елиа Грин, Шенон Пери, Еванија Пелит, Алиса Куирк, Ема Тонегато, Еми Тарнер,Шарни Вилијамс — Рагби седам, женска репрезентација
- Кајл Чалмерс — Пливање, 100 м слободно
- Ким Бренан — Веслање, скиф
- Том Бертон — Једрење, фин
- Клои Еспозито — Модерни петобој, појединачно

### Сребро
- Маделин Грувс — Пливање, 200 м делфин
- Бронти Барат, Тамсин Кук, Ема Макион, Лија Нил (Џесика Ашвуд у квалификацијама) — Пливање, 4х200 м слободно
- Александар Белоногоф, Карстен Форстерлинг, Кемерон Џирдлстоун, Џејмс Макреј — Веслање, четверац скул
- Мич Ларкин — Пливање, 200 м леђно
- Џош Бут, Џош Данкли-Смит, Александар Хил, Вил Локвуд — Веслање, четверац без кормилара
- Џек Бобриџ, Алекс Едмондсон, Мајкл Хепоборн, Сем Велсфорд (Калум Скотсон у полуфиналу) — Бициклизам, потера екипно
- Емили Сибом, Тејлор Макион, Ема Макион, Кејт Кембел (Медисон Вилсон, Мадлин Гроувс, Британи Елмсли у квалификацијама) — Пливање, 4х100 м мешовито
- Џејсон Вотерхаус, Лиза Дарманин — Једрење, накра 17
- Метју Белчер, Вилијам Рајан — Једрење, класа 470
- Натан Аутериџ, Ијан Џенсен — Једрење, класа 49ер
- Џаред Талент — Атлетика, 50 км ходање

### Бронза
- Алек Потс, Рајан Тјак, Тејлор Ворт — Стреличарство, екипно
- Медисон Кини, Анабел Смит — Скокови у воду, даска 3 м синхронизовано
- Кајл Чалмерс, Џејмс Магнусен, Џејмс Робертс, Камерон Макивој (Метју Абуд у квалификацијама) — Пливање, 4х100 м слободно
- Крис Бертон, Сем Грифитс, Шејн Роуз, Стјуарт Тини — Коњички спорт, прескакање препона екипно
- Ема Макион — Пливање, 200 м слободно
- Џесика Фокс — Кајак и кану, К-1
- Дејн Бирд-Смит — Атлетика, 20 км ходање
- Ана Мирс — Бициклизам, кеирин
- Кајл Чалмерс, Мич Ларкин, Дејвид Морган, Џејк Пакард (Камерон Макивој у квалификацијама) — Пливање, 4х100 м мешовито
- Лаклан Тејм, Кен Волес — Кајак и кану, К-2 1000 м

## Учесници по спортовима
| Спорт            | Мушкарци | Жене | Укупно |
| ---------------- | -------- | ---- | ------ |
| Атлетика         | 29       | 30   | 59     |
| Бадминтон        | 3        | 2    | 5      |
| Бициклизам       | 17       | 14   | 31     |
| Бокс             | 2        | 1    | 3      |
| Ватерполо        | 13       | 13   | 26     |
| Веслање          | 13       | 16   | 29     |
| Гимнастика       | 1        | 2    | 3      |
| Голф             | 2        | 2    | 4      |
| Дизање тегова    | 1        | 1    | 2      |
| Једрење          | 7        | 4    | 11     |
| Кајак и кану     | 12       | 4    | 16     |
| Коњички спорт    | 7        | 5    | 12     |
| Кошарка          | 12       | 12   | 24     |
| Модерни петобој  | 1        | 1    | 2      |
| Одбојка на песку | 0        | 4    | 4      |
| Пливање          | 19       | 20   | 39     |
| Рагби седам      | 13       | 12   | 25     |
| Рвање            | 3        | 0    | 3      |
| Синхроно пливање | -        | 9    | 9      |
| Скокови у воду   | 4        | 5    | 9      |
| Стони тенис      | 3        | 3    | 6      |
| Стреличарство    | 3        | 1    | 4      |
| Стрељаштво       | 12       | 6    | 18     |
| Теквондо         | 2        | 2    | 4      |
| Тенис            | 6        | 4    | 10     |
| Триатлон         | 3        | 3    | 6      |
| Фудбал           | 0        | 18   | 18     |
| Хокеј на трави   | 16       | 16   | 32     |
| Џудо             | 4        | 3    | 7      |
| 29 спортова      | 208      | 213  | 421    |